# Ionela Loaieș
Ionela Loaieș est une gymnaste artistique roumaine, née le 2 février 1979 à Comănești.

## Biographie
Elle commence la gymnastique à Onești à l'âge de six ans.
Elle fait partie de l'équipe de Roumanie qui remporte le titre de championne du monde à Dortmund en 1994.
Sélectionnée pour les Jeux olympiques d'Atlanta en 1996, elle y remporte la médaille de bronze par équipes. Elle ne parvient pas à se qualifier pour les finales individuelles, sa meilleure performance étant une 16e place des qualifications en poutre.

## Palmarès

### Jeux olympiques
- Atlanta 1996
  -  médaille de bronze au concours général par équipes

### Championnats du monde
- Dortmund 1994
  -  médaille d'or au concours général par équipes

### Autres
- Festival olympique de la jeunesse européenne à Valkenswaard 1993
  -  médaille de bronze au sol

- Goodwill Games 1994
  -  médaille d'argent au concours général par équipes
  - 7e au concours général individuel